# 김유빈 (플루티스트)

### 김유빈 (金裕彬,1997년 7월 3일 출생)
매행보마다 한국 관악의 새 역사를 써내려가고 있는 플루티스트 김유빈은 2015년 프라하 봄 국제 음악 페스티벌 콩쿠르 우승,
2014년 제69회 제네바 국제 음악 콩쿠르에서 1위 없는 2위와 청중상을 수상했다.
2016년 12월 베를린 콘체르트 하우스 오케스트라의 최연소 수석으로 전격 임명,
이듬해 10월에 종신 수석에 최종 선임되며 현재 한국인 플루티스트 중 유럽 무대를 거점으로 가장 눈부신 활약을 보여주고 있다. 
2022년 ARD 국제 음악 콩쿠르(ARD International Music Competition) 플루트 부문에서 우승 함으로써 세계 주요 3대 콩쿠르에서 ‘그랜드 슬램’을 달성했다.
2024년 1월부터 샌프란시스코 심포니 오케스트라의 플루트 수석으로 음악감독 Esa-Pekka Salonen 에 의하여 채용되어 활동중이다.

## 생애

### 학력
- 예원학교
- 리옹국립고등음악원
- 파리국립고등음악원
- 베를린한스아이슬러국립음대

### 수상
- 2008년 음악저널 콩쿠르 우승
- 이화경향 콩쿠르 1위
- 상하이 아시아 플루티스트 연맹 콩쿠르 우승
- 서울대 관악동문회 콩쿠르 1위
- 음악춘추 콩쿠르 1위
- 제3회 아시아 플루트 콩쿠르 우승
- 고베 국제 플루트 콩쿠르에서 특별상 수상
- 2014년 제69회 제네바 국제 음악 콩쿠르에서 1위 없는 2위와 청중상 수상
- 2015년 프라하 봄 국제 음악 페스티벌 콩쿠르 우승
- 2022년 제 71회 ARD 국제음악콩쿠르 우승

## 연주
김유빈은 크리스토프 에셴바흐, 이반 피셔, 미하엘 잔데를링, 정명훈, 드미트리 키타옌코, 엘리아후 인발, 필립 헤레베헤, 프란츠 벨저-뫼스트 등 세계적인 거장들과 호흡을 맞춘 바 있으며, 제네바 체임버 오케스트라, 베를린 콘체르트하우스 오케스트라, 보훔 심포니 오케스트라, 서울시향, KBS교향악단, 부천필하모닉오케스트라, 프라임필하모닉오케스트라, 대전시향, 청주시향(2016교향악축제), 창원시향(2021교향악축제), 프랑스 리옹국립고등음악원 오케스트라, 도쿄 앙상블 등 국내외 저명 오케스트라와 협연했다.세르비아 니무스 페스티벌 2012, 필립 베르놀드와의 대구 한여름밤의 플루트 페스티벌 협연, 스위스 주라 음악 페스티벌 2015, 스위스 플루티스트 협회 초청연주 및 주니어 플루트 콩쿠르 심사위원 위촉, 스위스 레오데르 음악제, 스위스 생제르맹 여름 음악제에서의 연주, 프라하 루돌피눔 콘서트홀에서 가진 프라하의 봄 페스티벌 초청 독주회, 2019 통영국제음악제에서 아르디티 콰르텟∙도시오 호소카와의 협업에 이르기까지 국내외 유수의 음악제로부터 초청받아 저명 오케스트라∙아티스트들과 협연 및 독주무대를 가졌다.2016년 월간 객석으로부터 ‘차세대를 이끌 젊은 연주가’에, 2020년에는 포브스코리아 ‘2030 차세대 리더’로 선정되었다. 2018년에 예술의전당에서의 첫 데뷔 리사이틀 전국투어 ‘프렌치 앤 저먼’를 성료했고, 2019년에는 일본의 주요 3개 도시에서 성공적인 첫 일본 리사이틀 투어를, KBS교향악단의 제747회 정기연주회에서 모차르트 협주곡 2번 협연으로 관객과 평단의 극찬을 받았다. 2019년 KBS클래식fm 주최 <2019 한국의 젊은 음악가들> 음반 프로젝트에 참여하여 같은 해 11월 음반이 발매되었다. 2020년에는 ‘2020 금호라이징스타시리즈’를 통한 금호아트홀 연세에서의 독주회로 관객들을 만났으며, 5.18 40주년 기념 광주시향 정기연주회에서 서울시향 부지휘자 윌슨 응과 호흡을 맞추었다. 2021년에는 통영국제음악제에서 독주회를 비롯 실내악 및 오케스트라 연주에 참여했고 2021예술의전당 교향악축제에서 김대진 지휘의 창원시립교향악단과 협연무대를 가졌으며, 롯데콘서트홀에서 전곡 바로크 레퍼토리로 3년 여 만에 정규 리사이틀을 성료했다.